# ルイ・マリー・グリニョン・ド・モンフォール
ルイ・マリー・グリニョン・ド・モンフォール（フランス語: Louis-Marie Grignion de Montfort）またはグリニョンド・モンフォールとは、著作・修道院及び学校の創立・福音伝道師など様々な活動を行ったフランスのローマ・カトリック教会の司祭である。聴罪司祭や宣教師としてフランス各地を徒歩で巡り、その時代の福音伝道では特に有名な人物である。
また、カトリックの古典書となり、幾人のローマ教皇に影響を与えた著書を残したことでも知られる。特に聖母マリアへの深い崇敬、及びロザリオの祈りの実践で知られている。
聖母神学の分野の初期に著作活動を行った一人とされており、「聖母の秘密」や「聖母マリアへの誠の信心」には、聖母マリアへの祈祷でもっとも著名なものが収録されている。 
「マリア宣教会」「英知修道女会」など修道会の創立や、貧しい少年少女のための無料学校の設立も手掛けた。
ローマ教皇ピウス12世によって1947年7月20日に列聖された。刻像はジャコモ・パリにより作成され、サン・ピエトロ大聖堂に設置されている。

## 幼少期

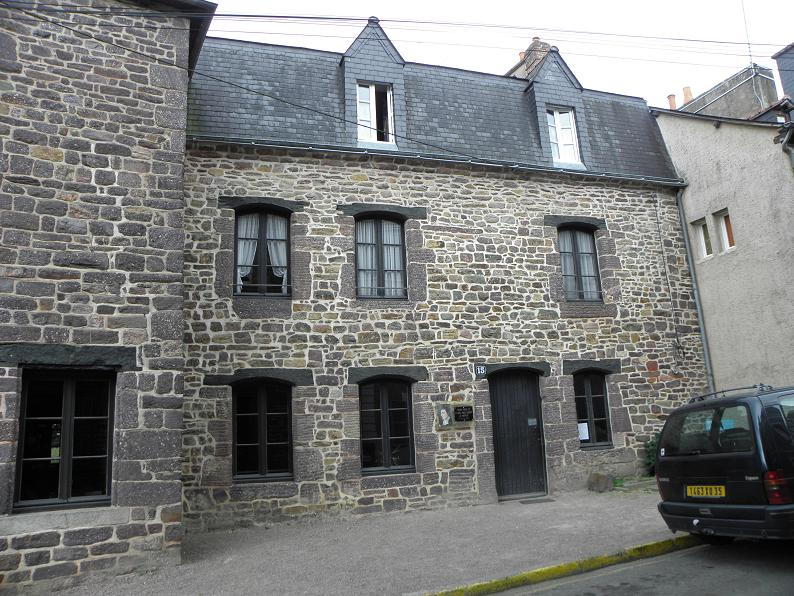
モンフォールの生地

ルイ・マリー・グリニョン・ド・モンフォールは、フランスのモンフォール・シュル・ム（Montfort-sur-Meu）で、ジャン・バティスト（Jean-Baptiste ）、ジャンヌ・ロベール・グリニョン（Jeanne Robert Grignion）夫妻の18人の子供の長子として生まれた。幼年期のほとんどをモンフォールから数キロ離れた場所で、父親が買った農地のあるイファンディックで過ごした。12歳の時、叔父が教区司祭を務めていたレンヌにあるイエズス会の聖トマス・ベケット大学に入学した。。
大学卒業後は大学に残って哲学と論理学の勉強を始めた。
地元の司祭・ジュリアン・ベリエ神父（the Abbé Julien Bellier）が巡回宣教師として生きた人生について聞くと、貧困者への宣教を説くよう促された。そして他の司祭たちの導きにより、彼は聖母マリアに対し強い崇敬を抱き始めた。
ある人物の援助により、パリのサン＝シュルピス教会の有名なセミナーで勉強する機会を与えられた。1693年の終わり近くにパリに着いたが、支援者から十分な支援金を提供してもらえないことに気付き、下宿生活を送った。その後2年弱、重病にかかり入院生活を余儀なくされた。当時は一般的であった瀉血を受けたが、一命を取り留めている。 
入院生活から解放されると、リトルサン・シュルピス神学校（Little Saint-Sulpice）に入る手続きがなされており、1695年に入学した。サン・シュルピスを設立したジャン・ジャック・オリエは、霊性フランス学校として知られる事柄について、その指導的唱導者たちの一人だった。
サン・シュルピスの図書館司書となった。この学校で霊性、特にキリスト者の生涯においての聖母マリアの位置づけについて、多くの学説や著作を使って学習する機会を得た。このようにして、後にモンフォールは、聖なるロザリオに焦点を当て、多くの評判を呼んだ著作「ロザリオの秘密」を世に出すこととなった。 

### 天使たちへの崇敬
パリの神学生時代から、天使への崇敬を知られる存在だった。同級生たちに、自分たちの守護天使に対してもっと尊敬の念を持ち、敏感に接するよう訴えており、手紙の文末には手紙を宛てた相手の守護天使へ「あなたの守護天使に、畏敬を持ってご挨拶いたします。」と添えていた。 後にカトリック教会の司祭となって初めて派遣された先のナント市でも、天使像を見ると崇敬の念をもって挨拶していた。初めて入った村や街でも、これを繰り返して行った。
天使に対して崇敬し、熱心に祈る理由の一つとして、純霊への崇敬が修行と教養の不可欠な部分であったことが挙げられる。モンフォールが在籍した大学ではイエズス会の修道士である教師たちは、天使への崇敬の祈りを広めようと情熱を燃やしていることで知られていた。在籍した神学校のシュピルス会修道士が指導する授業で、ベリュル(Bérulle)枢機卿とオリエ(Olier)枢機卿の思想を学んだ。この両者は天使に対して深く崇敬しており、授業の中で触れた17、18世紀の天使に関する祈りの手引き、文献の数は、相当数に上るものだった。

## 司祭から伝道者へ

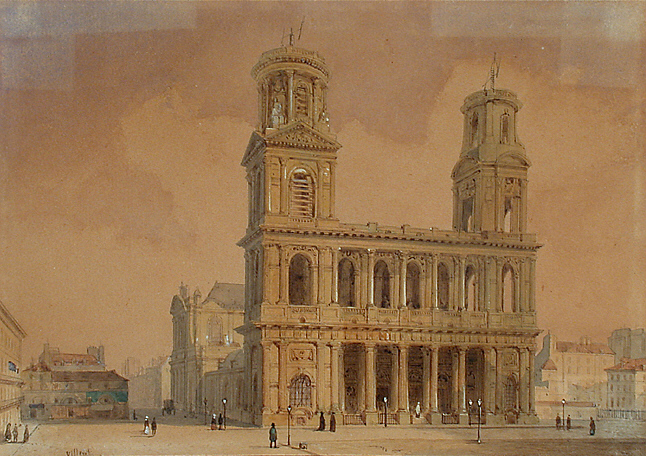
19世紀のサン・シュルピス。モンフォールが若い頃、司祭になるためにここで学んだ。

1700年7月、叙階を受けて司祭となり、 ナントに派遣された。この時期のモンフォールの手紙には、彼が福音伝道を行いたいと思っていたにもかかわらず、その機会がないことに不満を持っていたことが書かれている。モンフォールは様々な選択肢を考えていたが、たとえ隠者となっても、貧しい人々へ福音を伝道したいと思う気持ちは増していった。1700年11月に、モンフォールはドミニコ会の世俗会員となり、ロザリオを広めることだけでなく、ロザリオを祈るフラタニティの形も広めることについて、許可を求めた。モンフォールは、聖母マリアの加護のもとに、聖母規範として黙想し、伝道する使命を持った司祭たちの小さな集団を作ることを考えていた。これは最終的に「マリア宣教会」の設立に結び付いていった。モンフォールはポワチエの病院の専属司祭に任命され、そこで福者マリー・ルイ・トリシェ(Bl.Marie Louise Trichet)に始めて会っている。この出会いは、福者マリー・ルイが34年に渡って貧しい人々を世話するきっかけとなった。
モンフォールは自分がすべきことをローマ教皇クレメンス11世に尋ねるため、ローマへの巡礼の旅に出発した。教皇はルイが神から与えられた本当の使命について認識しており、モンフォールがフランスですべきことはたくさんあると伝え、モンフォールを送り返した。モンフォールはローマからの巡礼から戻ると、モン・サン＝ミシェル修道院で黙想を始めた。そしてモンフォールは、神のために魂に打ち勝つように恵みをもらうため、神の恵みのうちにいることを確かめるため、悪魔や罪と戦うため、大天使聖ミカエルに祈ったこの黙想によって、モンフォールは考え、瞑想し、そして著作をするための機会を得た。
数年の間、モンフォールはブルターニュからナントまで、福音伝道を行った。伝道を繰り返すうちにモンフォールの評判は上がり、「モンフォートから来た良い神父」として知られた。ポンシャトー(Pontchateau)では、何百人もの人々がモンフォールの説教に魅了され、ポンシャトーの巨大なゴルゴタの丘のモニュメントが建設された。これはモンフォールの発案による。しかしながら、モンフォールがこの場所を祝福しようとした直前、ジャンセニスム の学校の一員から影響を受けたフランス国王の命令により、ここは破壊される運命にあるという話を司教が聞いたため、司教は、 ここを祝福することを禁じた。この知らせを聞いたモンフォールは、「神の祝福」と単に述べたという話がある。

## 晩年

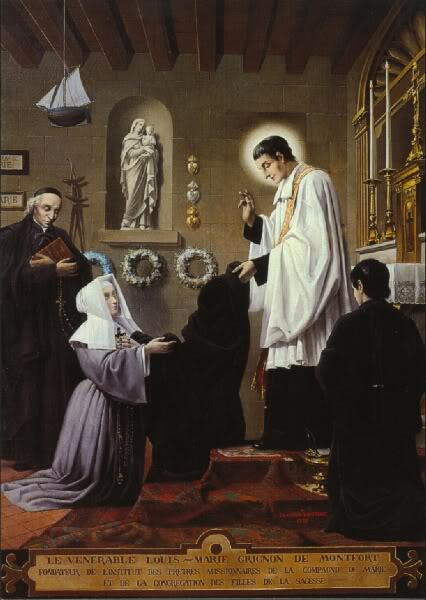
マリー・ルイ・トリシェと共にいる聖モンフォールの御絵

ナントを去ったルイ・マリーは、数年間大変いそがしい思いをした。ルイは絶えず福音伝道の仕事に携わっており、いつも徒歩で街から街へと旅した。また、ルイは著作を書く時間も何とか見つけ、「聖母マリアへのまことの信心」、 「聖母の秘密」、「至聖なる ロザリオの感嘆すべき秘密」を書いた。また修道院については、「マリア宣教会」「英知修道女会」の会則 を執筆、その他にも多数の讃美歌を手がけた。モンフォールが「聖母マリアへのまことの信心」を執筆するその直前に、彼は聖ドミニコ会の世俗会員となった。モンフォールが行った福音伝道はとても印象強く各地で受け入れられた。特にヴァンデ県においてはそうだった。
情熱的なモンフォールの福音伝道を奇妙だと思う人々もおり、一度は毒を盛られたこともあった 。この毒盛り事件は命取りにはならなかったが、これが原因で、モンフォールの健康は悪化した。しかしながら、モンフォールは福音宣教を続け、それを引き留めることはだれにもできなかった。モンフォールは貧しい少年少女のための無料学校を設立する事業も行った。

### 英知修道女会
ラ・ロシェルの司教は時々モンフォールに強く印象付けられ、モンフォールを招待してラ・ロッシェルに学校を開くようにと頼んだ。モンフォールはポワチエで総合病院を開いていたマリー・ルイ・トリシェに協力を依頼した。マリー・ルイはモンフォールの信奉者であり、モンフォールの手助けができるようにと、ポワチエで⒑年間、彼を待っていた。1715年にマリー・ルイは、カトリーヌ・ブリュネ(Catherine Brunet)と共にポワチエを離れて、ラ・ロッシェルに学校を開いた。その学校は一時期、400名にもなった。
1715年8月22日に、マリー・ルイ・トリシェとカトリーヌ・ブリュネに加えて、ラ・ロッシェルのマリー・ヴァリウ(Marie Valleau) マリー・レニエ(Marie Régnier) らは、ラ・ロッシェルの司教からモンフォールの指導のもとに修道会を開く許可を受けた。この開設式典でモンフォールは修道女たちに「英知修道女会」と名乗り、子供たちの教育や貧しい人たちの世話をするように言った 。この修道女会は世界的な組織に成長した。そして聖パウロ大聖堂がこの会の拠点となり、そこにはモンフォールの像が設置されている。

### その死と埋葬
激務と病魔のためモンフォールは衰弱し、1716年4月28日にサン＝ローラン＝シュル＝セーヴルにて病気のために43歳で逝去した。教区教会には何千人もの人々がモンフォールの葬儀のために集まった。